# Zona Militar dos Açores
A Zona Militar dos Açores (ZMA), sedeada em Ponta Delgada é o comando do Exército Português responsável pelo aprontamento, instrução e condução operacional das forças terrestres estacionadas no arquipélago dos Açores. Até 2006, a ZMA era considerada um comando territorial, sendo a partir daí, parte integrante da Força Operacional Permanente do Exército.
A ZMA é comandada por um Major-General, administrativamente dependente do Comando Operacional do Exército, mas operacionalmente dependente do Comando Operacional dos Açores.

## História
A ZMA tem origem na 10ª Divisão Militar, criada em 1836, com quartel-general em Angra do Heroismo. Desde então, foi sucessivamente reorganizada, adoptando várias denominações:
- 1868 - 5ª Divisão Militar;
- 1884 - Comando Central dos Açores;
- 1901 - Comando Militar dos Açores;
- 1926 - Governo Militar dos Açores;
- 1937 - Comando Militar dos Açores;
- 1960 - Comando Territorial Independente dos Açores.

Em 1977, adoptou a actual designação.

### Organização
- Comando ZMA;
- Regimento de Guarnição nº 1;
- Regimento de Guarnição Nº 2.

A força operacional da ZMA é o Agrupamento de Defesa Territorial dos Açores. Este agrupamento tem como núcleo, dois Batalhões de Infantaria, uma Companhia de Morteiros Pesados e uma Bataria de Artilharia Antiáerea, organizados e mantidos pelos RG1 e RG2, reforçados por uma unidade de apoio na dependência direta do CmdZMA.

### Heráldica

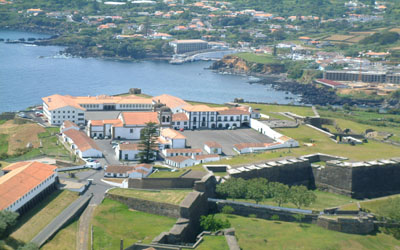
Praça de Armas do Regimento de Guarnição nº 1.

#### Armas
- Escudo de prata, sete burelas ondeadas de verde; um escudete de verde perfilado de ouro carregado de três açores estendidos de ouro; bordadura diminuída de vermelho;
- Elmo militar, de prata, forrado de vermelho, a três quartos para dextra;
- Correia de vermelho perfilada de ouro;
- Paquife e virol de prata e de verde;
- Timbre: duas garras dianteiras de leão de ouro; passadas em aspa, erguendo o escudete do escudo;
- Divisa: num listel de branco, ondulado, sotoposto ao escudo, em letras de negro, maiúsculas, de estilo elzevir "SEMPRE PRONTOS".

#### Simbologia e Alusão das Peças
- As BURELAS ONDADAS simbolizam o Oceano Atlântico, do qual emerge o Arquipélago dos Açores;
- O ESCUDETE simboliza o carácter militar do mesmo arquipélago, e os três AÇORES aludem, de um modo falante, aos três grupos de ilhas que constituem o dito arquipélago;
- A BORDADURA diminuída de vermelho simboliza uma Zona Militar;
- AS GARRAS dianteiras do leão erguendo o escudete simbolizam os braços do soldado português defendendo o Arquipélago dos Açores.

#### Esmaltes
- OURO: nobreza e pureza;
- PRATA: riqueza e eloquência;
- VERMELHO: ardor bélico e força;
- VERDE: esperança e liberdade.